# Louis Abadie

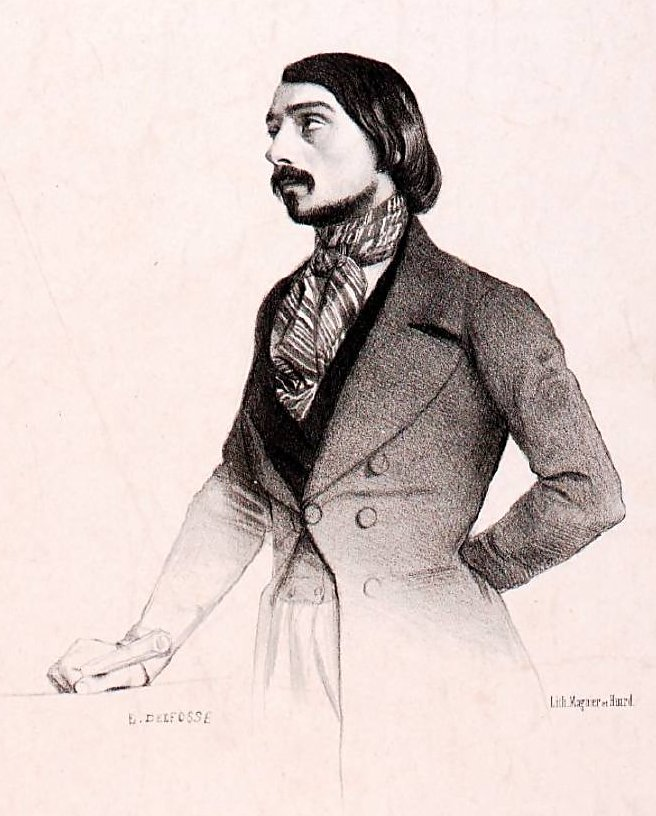
Louis Abadie 1850

Louis Jean Abadie (* 1814; † 1. Dezember 1858, auch 6. Januar 1859 in Paris) war ein französischer Komponist, der vor allem für seine Lieder bekannt war, die in den Pariser Salons große Beliebtheit genossen.

## Leben

### Frühe Jahre und künstlerische Entwicklung
Ursprünglich aus den Pyrenäen, genauer aus Bagnères-de-Bigorre in der Nähe von Tarbes, begann er seine Karriere als Mitglied einer Operntruppe in den Provinzen.  Ab 1842 ließ er sich in Paris nieder, wo er zahlreiche Chansons und Romanzen komponierte. Diese wurden besonders in den Pariser Salons sehr beliebt. Er wirkte als Sänger und Gesangslehrer und gab ab dem 30. April 1843 erneut Konzerte in den Provinzen.

### Späte Karriere, Niedergang und Tod
Den Höhepunkt seines Erfolges erreichte er in den Jahren nach 1848. Gegen Ende der Jahre veröffentlichte er Alben mit seinen Liedern, die großen Anklang fanden. Trotz des Erfolges seiner Lieder suchte er lange und vergeblich nach einer Möglichkeit, etwas fürs Theater zu produzieren. So geriet er schließlich in Armut. Nach einem Schlaganfall verstarb er, drei Waisen hinterlassend, am 1. Dezember 1858 im Pariser Krankenhaus Hôpital Lariboisière. Die Bibliothèque nationale de France gibt auf ihrer Datenseite den 6. Januar 1859 als Sterbedatum an. Er hinterließ drei Kinder.

## Werke (Auswahl)

### Bühnenwerke
- Jeune poule et vieux coq [Junges Huhn und alter Hahn]; aufgeführt im Palais Royal[1] (Digitalisat bei Gallica)
- Le danseur de corde [Der Seiltänzer], Opera-comique in zwei Akten; uraufgeführt am 11. Mai 1867 am Theatre-des-Folies-Saint-Germain in Paris; bearbeitet und orchestriert von Auguste de Villebichot (1825–1898).[7]

### Lieder (Auswahl)
Louis Abadie veröffentlichte in seiner erfolgreichen Zeit gegen Jahresende Alben mit seinen Lieder, die sehr beliebt waren. Mehrere seiner Lieder waren bis zu Beginn des 20. Jahrhunderts sehr populär.
- A la belle étoile, Text: Étienne Tréfeux,  Q. Cotelle, Paris, 1848 OCLC 843187985
- A la puerta del sol, Boléro, Text: Marc Constantin,  A. Aulagnier, Paris OCLC 843187988
- L’Adieu, Text: Pierre-Jean de Béranger, Imp. Moucelot, Paris OCLC 843187993
- Adieu bel ange, Romance dramatique, Text:  Edmond Pradier, J. Meissonnier fils, Paris, 1849 OCLC 843187994
- Adieu Lisbonne, Romance, Text: Étienne Tréfeux, J.-E. Libau, Brüssel OCLC 950473184
- Adieux au Joachim, Chant maritime, Heugel, Paris, 1855 OCLC 843187996
- Ah! le beau temps que celui-là, Text: Auguste Richomme Carcarola, Heugel, Paris, 1854 OCLC 843187997
- L'almée aux aîles d'or, Text: Marc Constantin, A. Aulagnier, Paris OCLC 843188034
- Amour caché, Mélodie, Text: Adolphe Porte, Quelquejeu, Paris OCLC 843188036
- L'amoureuse de Guerét, Text: Marc Constantin, F. Gauvin, Paris, 1851 OCLC 930950076 (Digitalisat auf Gallica)
- L'Amoureux de Pontoise, Romance extra-sentimentale, Text: Marc Constantin, F. Gauvin, Paris, 1851 OCLC 843188037
- Andalouzia, Boléro, Text: Tourpin de Sansay, Heugel, Paris OCLC 843188039
- André Vésale, Text: Turpin de Sansay, Etienne Challiot, Paris OCLC 933785005 (Digitalisat bei Gallica)
- L'ange des mansardes, Poésie, Text: E. Gérard, Paris OCLC 843188042
- Ange du Ciel, Mélodie, Cayrol, Paris, 1851 OCLC 843188045 (Digitalisat bei Gallica)
- L'apôtre, Text: Etienne Tréfeu, 1853 OCLC 944270716 (Digitalisat bei Gallica)
- L'Archer du Roi, Text: Adolphe Porte, Heugel, Paris, um 1850 OCLC 843188049
- Attisez le feu, Chansonette; Text: Marc Constantin, Choudens, Paris, 1856 OCLC 946667591 (Digitalisat bei Gallica)
- Bachelette, lai moyen âge,   Text: Turpin de Sansay OCLC 843188051 (Digitalisat bei Gallica)
- Le bandit de Castille, Air de bravoure; Text: Mr. Woines, S. Latte, Paris, 1844 OCLC 843188052 (Digitalisat bei Gallica, Seite 72)
- La Banque des malheureux, Légende, Text: Francis Tourte, Paris, 1858 OCLC 843188055
- Le Baptême d'un enfant, Dinquel, Paris OCLC 843188057
- Le barbier de Grenade, Romance, Text: Francis Tourte, Heugel, Paris, 1849 OCLC 843188058
- La Barquette, Text: Joseph Dieudonné Tagliafico (1821–1900), publiziert bei Meissonnier und Heugel in Paris (Digitalisat der Médiathèque Musicale de Paris)
- Le bon temps, Text: Pierre Veron (1833–1900), veröffentlicht bei Heugel in Paris OCLC 774757089 (Digitalisat bei Gallica)
- Le Braconnier
- Le Caoutchouc, Chansonette, Text: Eugène de Richemont, verlegt bei Cayrol in Paris (Digitalisat bei Gallica)
- Le caraïbe, Incipit: Né, sur le bord de la mer caraïbe (Digitalisat bei Gallica)
- La Catalane, Text: Étienne Tréfeu (1821–1903), verlegt bei Schonenberger in Paris (Digitalisat beim IMSLP)
- Ce que disent les Roses
- La chanson du capitaine (Digitalisat beim Münchener Digitalisierungszentrum der Bayerischen Staatsbibliothek)
- Le Chasseur furtif
- Le Château-rouge, Chansonette Text: M. d'Aulnois; in: Album de chant du Monde musical; B.Latte; Paris; 1843 (Digitalisat bei Gallica)
- Le chef-d'oeuvre de Dieu, Text: Marc Constantin (Digitalisat auf Gallica)
- Le Cheval arabe
- La clochette, Text: Anatole Morancé (Digitalisat auf Gallica)
- Comment sont faits les anges, Text: Claudia Bachi (Digitalisat auf Gallica)
- Le Corsaire
- D'où viens tu, beau nuage ?
- Les Feuilles mortes
- Le fiancé de Jeanette, Text: Adolphe Porte (Digitalisat auf Gallica)
- Les ficelles de Guignol, Chansonette, Text: Marc Constantin (Digitalisat auf Gallica)
- Jeanne, Jeannette et Jeanneton (deutsch: Jeanne, Jeannette und Jeanneton) in: Liederhort, 120 berühmte Lieder für eine Singstimme mit Pianoforte, Bezeichnung von Dr. Hugo Riemann, Ausgabe für Sopran oder Tenor; Steingräber; Leipzig; 1890 (Digitalisat beim IMSLP, Seite 4 in Hugo Riemanns Liederhort)
- Hourra!, Text: Joachim Balitrand, Heugel et Cie, Paris OCLC 774757089
- Les Jolis pantins, Text: Marc Constantin, Heugel et Cie OCLC 774757089
- Kepler mourant oder Dernière heure de Kepler, Text: R. Valladier, veröffentlicht bei A. Aulagnier in Paris (Digitalisat der Médiathèque Musicale de Paris)
- Mademoiselle Pimbêche, scène comique (Digitalisat beim Münchener Digitalisierungszentrum der Bayerischen Staatsbibliothek)
- La maison du bon Dieu, Text: Hte. Guérin de Litteau, Heugel et Cie OCLC 774757089
- La marchande des quatre saisons, Couplets, Text: Marc Constantin, Heugel et Cie OCLC 774757089
- Ma Senyora
- Mousse et matelot, Text: A. Morance, Heugel et Cie OCLC 774757089
- Le Pacte; Szene für Bass oder Bariton; Text: E. de Richemont
- La Plainte du Musée, Text: Anatole Morancé (Digitalisat auf Gallica)
- La Reprouve
- Le Sereno
- Si tu partais, für Sopran und Klavier, Text: François Tourte, Incipit: La flotte est là brillante et pavoisée RISM ID: 700007510
- La Sultane favorite, Melodie, Text: Victor Hugo (Digitalisat auf Gallica)
- Les vieilles habitudes; Chansonette

#### Werke anderer Künstler über Werke Abadies
- Jacques-Louis Battmann (1818–1886): Ah! Le beau temps que celui la! op. 17 Nr.22 Fantasie nach Louis Abadie
- Jacques-Louis Battmann: Les oiseaux op. 368; Petite fantaisie facile für Klavier nach Louis Abadie (Digitalisat bei Gallica)
- Jacques-Louis Battmann: Roses d'hiver op. 17 Nr. 22, Fantaisie für Klavier nach Louis Abadie  (Digitalisat bei Gallica)
- Jacques-Louis Battmann: Petite fantaisie sur le Chansonette de Louis Abadie Jeanne, Jeanette et Jeanetton op.27 (Digitalisat bei Gallica)

## Rezeption
In der Beilage zu Deutsches Theater Archiv Nr. 18 vom 18. Dezember 1858 befindet sich ein Nachruf auf Louis Abadie. Hier wird er als der populärste Melodist der Gegenwart  bezeichnet, der im Gebiete der Romanze wohl keinen Rivalen habe. Der gefeierte Sänger sei damit beschäftigt, letzte Hand an sein Album von 1859 zu legen, welches ohne Zweifel das Beste unter den von ihm herausgegebenen sei.